# Roger Fenech
Pour les articles homonymes, voir Fenech.
Ne doit pas être confondu avec Georges Fenech.
Roger Fenech, né le 26 octobre 1923 à Monastir (Tunisie) et mort le 21 juin 2010 à Caluire-et-Cuire (Rhône), est un homme politique français.

## Biographie
Roger Fenech est né en Tunisie dans une famille maltaise.
Il est le cousin de Georges Fenech.
Il fait ses études secondaires chez les Pères Salésiens à Tunis puis à l'institut des hautes études de Tunis. Il fut inspecteur central des Impôts. 
Il est marié à Odette Giampettri le 19 février 1949 ; le couple a deux filles.
À la suite des événements en Tunisie, Roger et Odette Fenech quittent la Tunisie pour la France en avril 1957, suivis par leurs filles quelques mois après. 
Roger Fenech est conseiller général de Lyon du 15 mars 1970 au 14 mars 1976 puis une seconde fois du 25 mars 1979 au 22 mars 1998, soit 25 années de mandat.

## Détail des fonctions et des mandats
Mandat parlementaire
- 19 mars 1978 - 22 mai 1981 : Député de la 2e circonscription du Rhône

Les autres mandats de Roger Fenech : 
- conseiller municipal (1971-1995) Avec les maires Louis Pradel, Franscisque Collomb et Michel Noir.

- Maire du 9e arrondissement de Lyon (1983-1989)

- Vice-président du Grand Lyon aux côtés de Michel Noir (juin 1989-juin 1995)

- Vice-président de la Région Rhône Alpes chargé de l'environnement aux côtés du président Charles Beraudier (1986-1992)

- Député de la 2e circonscription du Rhône.